# طالع نازل (برنامج تلفزيوني)
طالع نازل هو برنامج مسابقات ترفيهي  مخصص للأطفال قدمته الإعلامية الجزائرية
عديلة ربيب على شاشة art الأطفال

## نبذة عن البرنامج
طالع نازل في الهو برنامج مسابقات للشباب يتميز بوجود تشكيلة من العناصر التي تزيده اثارة وحيوية وهذا باعتماده على الجانب الثقافي والترفيهي والرياضي لكي تجد الانماط المختلفة من المشاهدين نوعية المسابقات التي تفضلها، حصد البرنامج في الاعوام الماضية العديد من الجوائز الذهبية في المهرجانات العربية من تقديم  الإعلامية الجزائرية عديلة ربيب ومن إخراج عبد الحكيم الريماوي 

### المواسم
| الموسم          | العام     | البرنامج            | الفكرة |
| --------------- | --------- | ------------------- | --- |
| (الموسم الأول)  | 1999-2000 | طالع نازل           | معلومات عامة وعلى المتسابق الوصول إلى القمة |
| (الموسم الثاني) | 2000-2001 | طالع نازل في الفضاء | حول امكانية غزو الفضاء والتنقل بين الكواكب والاجرام السماوية وصولا إلى الشمس في النهاية وذلك في اطار ترفيهي وثقافي ورياضي ويرتدي المتسابقون ملابس رواد الفضاء |
| (الموسم الثالث) | 2001-2004 | طالع نازل في البحار | تدور حلقاته حول البحار والمحيطات. ويضيف البرنامج للمتسابق وللمشارك معلومات مفيدة حول الحياة في البحار والمحيطات، ويرتدي المتسابقون ملابس الغوص خلال المسابقة  |